# YOUTH (ドヨンのアルバム)
『YOUTH』（ユース）は、2024年4月22日にカカオエンターテインメントから発売されたドヨンのデビューアルバム。

## 概要
- NCTのメンバー・ドヨンのデビューアルバム。
- 韓国タイトルは『청춘의 포말（青春の泡沫）』。
- 「青春」という波の中で経験する様々な感情（泡沫）を歌った全10曲が収録されている[7][8]。
- ドヨンがデビュー後初のソロ作品として、収録曲「Beginning」の作詞・作曲と「From Little Wave」の作詞に参加している[9]。
- 5月1日、MBC MUSIC『SHOW CHAMPION』にて、タイトル曲「Little Light」が、音楽番組1位を獲得。NCTメンバー初となる音楽番組1位獲得となった[10]。

## プロモーション

### 予告編
- 4月5日、ソロ活動の始まりを知らせるイントロフィルム「YOUTH Intro Film」を公開した[7]。
収録曲「Beginning」が挿入された本映像は、海の奥深くにいたドヨンが光に導かれて世の中に出てくるストーリーを、打ち寄せる波と泡沫の中に立っているドヨンの姿を通じて、神秘的かつ壮大に表現している[7]。
- 4月8日、トラックリストを公開した[9]。
- 4月11日、森の中で爽やかな雰囲気を感じさせるティーザーイメージを公開した[11]。
- 4月12日、タイトル曲「Little Light」コンセプト予告イメージを公開した[12]。
ドヨンと光が神秘的に調和した夢幻的な雰囲気のイメージとなっている[12]。
- 4月14日、収録曲のハイライトメドレーを公開した[13]。
実兄である俳優のコンミョンが特別出演し、一編の詩を朗読するようにアルバムに込められたメッセージを読み上げている[13]。
- 4月17日より、制作過程の一部を見せた全3編の映像「도영의 포말（ドヨンのYOUTH）」を公開した。

### ミュージックビデオ
- 4月22日、タイトル曲「Little Light」ミュージックビデオが公開された。
暗い夜にドヨンが小さな光を追って森の中に入ると、幻想的に緑色に明るく輝くホタルに包まれ、明るい光と希望を得るというストーリー[8][14]。

### イベント
- 5月25日・26日・27日、慶熙大学校・平和の殿堂にてソロコンサート「2024 DOYOUNG CONCERT [ Dear Youth, ]」を開催[15]。
- 6月24日より、神奈川・大阪・愛知・東京にて日本公演「2024 DOYOUNG CONCERT [ Dear Youth, ] in JAPAN」をスタート[16][17]。
- 11月1日・2日・3日、SKハンドボール競技場にて、ソロツアーのアンコールコンサート「2024 DOYOUNG CONCERT [ Dearest Youth, ]」を開催[18]。

## 収録曲
1. Beginning（새봄의 노래; 新春の歌）[3:29]
  - 作詞：DOYOUNG
  - 作曲：서동환、DOYOUNG
  - 編曲：서동환、강버터 (Kang Butter)

歌う準備ができているという決意のメッセージと、春の始まりを告げるかのような華やかなピアノの旋律、豊かなストリングスが調和した楽曲[7]。
2. Little Light（반딧불; ホタル）[3:45]
  - 作詞：조원상
  - 作曲：조원상、O.YEON、최영훈、EUGENE (HIGHBRID)
  - 編曲：조원상、O.YEON、최영훈、EUGENE (HIGHBRID)

強烈なギターリフが魅力的なバンドサウンドの楽曲[11]。
歌詞には、自分の小さな光が誰かの力になることができる一筋の光になってほしいというメッセージが込められている[11]。
3. From Little Wave（나의 바다에게; 僕の海へ）[3:56]
  - 作詞：JUPETER、DOYOUNG
  - 作曲：구름
  - 編曲：구름

重厚感のあるオクターブのギターリフと広い空間を感じさせるサウンドのコントラストが印象的なモダンロックの楽曲[12]。伸びのあるボーカルが、青く広がる海のような清涼感を演出している[12]。
海の前で光と影、砂粒、人の足跡がより一層美しくなるように、海のようなファンの傍らでより素敵な人になりたいというメッセージを込めた[12]。
4. Time Machine (feat. TAEYEON & MARK) [3:27]
  - 作詞：MARK
  - 作曲：Chiara Hunter、Benjamin Ingrosso、Kasper Holm Larsen、Nanna Bottos
  - 編曲：Chiara Hunter、Benjamin Ingrosso、Kasper Holm Larsen、Nanna Bottos

NCTのマークがフィーチャリング・作詞、少女時代のテヨンがフィーチャリングに参加した[9]。
別れに対する恋人たちの異なる感情を描いたミディアムテンポのバラード曲[19]。
5. Serenade（내가 됐으면 해; 僕だったらいいのに）[3:06]
  - 作詞：Summer Kim
  - 作曲：BenAddict (벤에딕트)、최민준、이정우
  - 編曲：이정우、최민준、BenAddict (벤에딕트)

愛する人のただ1人になりたいという気持ちを、夜空の星明りのように甘く温かみがあるボーカルで伝えるミディアムテンポのR&B曲[12]。
6. Rewind（끝에서 다시; 最後からもう一度）[3:49]
  - 作詞：꿀단지 (JYP Publishing)
  - 作曲：이주형 (MonoTree)、333Jack
  - 編曲：이주형 (MonoTree)

ピアノサウンドとドヨンの声が感性的に調和するバラード曲[19]。最後の瞬間に戻って時間を戻したいという切ない心を歌った[19]。
7. Warmth（온기; 温もり）[3:36]
  - 作詞：Sondia
  - 作曲：강타 (KANGTA)、더논 (Dawnon)、김욱、재도기、HYUN、NONE、Sondia
  - 編曲：강타 (KANGTA)、더논 (Dawnon)、재도기、김욱

ボーカルを包み込む暖かいピアノの旋律とストリングスサウンドが調和するバラード曲[20]。
小さな光が人生の暗い瞬間に諦めずに前に進むことができる希望になってくれるというメッセージを伝えている[20]。
8. Lost In California [3:29]
  - 作詞：Ondine
  - 作曲：진솔、Ondine、Xxio
  - 編曲：진솔、Xxio、Ondine

壮大なギターサウンドとキャッチーなメロディーが印象的なポップロックジャンルの楽曲[20]。
夢へと向かう道中で感じる孤独と恐怖といった渦のような感情をドヨンのパワフルな歌唱で表現した[20]。
9. Rest（쉼표; 休止符）[3:41]
  - 作詞：재도기、eldon、MooF (MonoTree)
  - 作曲：eldon、재도기、MooF (MonoTree)、콜리 (Collie)
  - 編曲：MooF (MonoTree)、재도기、eldon

清涼感のあるバンドサウンドが特徴的なミディアムテンポのモダンロックジャンルの楽曲[21]。
「辛い時はしばらく休んでもいい」という応援のメッセージを「休止符」に例えた歌詞を通じて伝えている[21]。
10. Dallas Love Field [3:15]
  - 作詞：KENZIE
  - 作曲：KENZIE
  - 編曲：KENZIE

胸に迫るギターリフが印象的なポップロックジャンルの楽曲[21]。
ドヨンが「青春の旅路」を共にしたすべての人々に感謝の気持ちを伝える楽曲で、歌詞には「『青春の旅路』で遭遇する様々なことが、結果的にあなたを美しくするということを忘れないでほしい」という気持ちと「青春は続いていく」というメッセージが込められている[21]。

## リリース
| リリース日    | レーベル                   | 規格 | 商品番号                     |
| ------------- | -------------------------- | ---- | ---------------------------- |
| 2024年4月22日 | カカオエンターテインメント | CD   | L700001417 （Pomal ver.）    |
| 2024年4月22日 | カカオエンターテインメント | CD   | L700001418 （Saebom ver.）   |
| 2024年4月22日 | カカオエンターテインメント | CD   | L700001534 （Digipack ver.） |